# Jordan White
Jordan White (Middleburg Heights, 4 giugno 1988) è un giocatore di football americano statunitense che gioca nel ruolo di wide receiver per i New York Jets della National Football League (NFL). Fu scelto nel corso del settimo giro (244º assoluto) del Draft NFL 2012 dai Jets. Al college ha giocato a football a Western Michigan.

## Carriera professionistica

### New York Jets
Il 28 aprile 2012, White fu scelto nel corso del settimo giro del Draft 2012 dai New York Jets. Il 21 maggio, il giocatore si fratturò un osso del piede destro venendo conseguentemente sottoposto ad un'operazione chirurgica due giorni dopo. Il 14 giugno firmò un contratto quadriennale con la franchigia del valore di 2,145 milioni di dollari. Nell'ultima gara della stagione, contro i Buffalo Bills ricevette il suo primo passaggio da 13 yard da Mark Sanchez. La sua stagione da rookie si concluse con 3 presenze, nessuna delle quali come titolare.

## Statistiche
| Partite totali             | 3  |
| Partite totali da titolare | 0  |
| Yard su ricezione          | 13 |
| Touchdown su ricezione     | 0  |